# Penny Pitou
Penelope „Penny“ Pitou (* 8. Oktober 1938 in Queens, New York City) ist eine ehemalige US-amerikanische Skirennläuferin. Mit zwei Silbermedaillen war sie einer der Stars der alpinen Wettbewerbe bei den Olympischen Winterspielen 1960 in Squaw Valley.

## Biographie
Pitou wuchs in dem Wintersportort Laconia (New Hampshire) auf. Erstmals qualifizierte sie sich 1956 als 17-Jährige für das US-Olympiateam. Bei den Winterspielen in Cortina d’Ampezzo konnte sich gegen die sehr viel erfahrenere Konkurrenz nicht durchsetzen. Im Riesenslalom wurde sie 34., im Slalom 31. und in der Abfahrt 34.
Vier Jahre später trug sie sich dann in die Annalen der Winterspiele ein. In Squaw Valley gewann sie im Riesenslalom und in der Abfahrt die Silbermedaille. Damit war sie die einzige Skirennläuferin der Spiele, die zwei Medaillen erringen konnte. Besonders spannend verlief die Abfahrt am 20. Februar 1960. Nachdem sich die favorisierte Pitou mit Bestzeit an die Spitze des Klassements setzen konnte, wurde sie im Zielraum schon als neue Olympiasiegerin gefeiert. Doch sie wurde von der unmittelbar nach ihr startenden und nicht unbedingt zu den Favoriten zählenden Heidi Biebl noch abgefangen. Ein Jahr zuvor hatte Pitou die Abfahrt und die Kombination der SDS-Rennen in Grindelwald gewonnen.
Pitou war mehrere Jahre mit dem österreichischen Skirennläufer Egon Zimmermann verheiratet. Heute organisiert sie seit über 30 Jahren Skitouren in den Alpen. Ihre Enkelin Zoe Zimmermann startet im Skiweltcup.

## Erfolge

### Olympische Winterspiele
- Cortina d' Ampezzo 1956: 31. Slalom, 34. Abfahrt, 34. Riesenslalom
- Squaw Valley 1960: 2. Abfahrt, 2. Riesenslalom, 33. Slalom

### Weltmeisterschaften
- Cortina d' Ampezzo 1956: 21. Alpine Kombination
- Bad Gastein 1958: 10. Abfahrt
- Squaw Valley 1960: 8. Alpine Kombination